# Charadrius veredus
El chorlito asiático grande (Charadrius veredus), también conocido como chorlitejo asiático grande o, simplemente, chorlito asiático, es una especie de ave caradriforme de la familia Charadriidae.

## Descripción

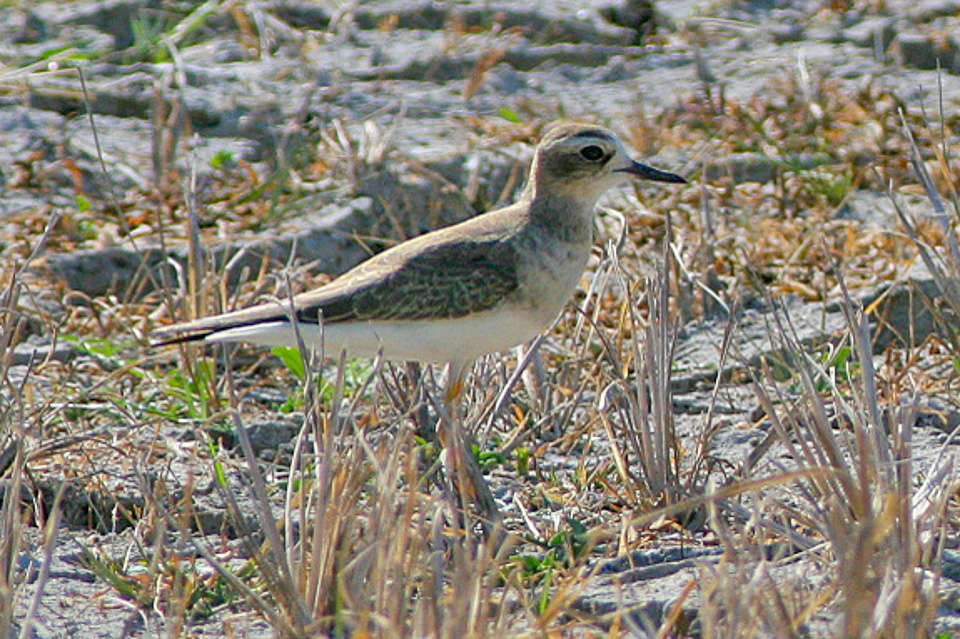
Espécimen en Timor Oriental.

El plumaje nupcial del macho adulto es blanco en el rostro, la garganta y la parte anterior del píleo; gris-marrón en la parte intermedia del píleo, a mitad del cuello y la espalda; el vientre es blanco y bordeado con una franja negra angosta y luego la parte más ancha de la franja en el pecho castaño se fusiona en la garganta blanca. En las hembras, jóvenes y machos no que no han apareado: las partes inferiores son generalmente gris-marrón y el vientre es blanquecino; el pálido rostro tiene raya blanca sobre el ojo. Mide 21 a 25 cm de longitud, con una envergadura de 46 a 53 cm; y llega a pesar 95 g. A diferencia del chorlitejo oscuro, esta ave es relativamente grande, de patas y alas largas.

## Distribución y hábitat
Habita en Mongolia, este de Rusia y Manchuria; migra a través de China oriental y Asia sudoriental hasta Indonesia y el norte de Australia. Es raro en Nueva Guinea, y rezagado en Nueva Zelanda. El chorlito asiático grande se aparea en estepas secas, desiertos, praderas áridas y salinas. Su hábitat no reproductivo incluye praderas salinas, salares y áreas costeras.

## Comportamiento

### Alimentación
La especie se alimenta principalmente de insectos.

### Reproducción
La reproducción de esta ave no se ha estudiado mucho, pero anida en el suelo.

## Estado de conservación
Alrededor del 90% de los chorlitos asiáticos grandes hacen el largo viaje hacia el sur durante el invierno en Australia y se ha estimado que puede haber 160 000 individuos de esta especie. Con una gran variedad y sin evidencia de deterioro significativo de la población, el estado de conservación de esta especie es clasificada por la UICN como de «preocupación menor».